# Larbi Tbessi
Larbi Tbessi, cuyo verdadero nombre era Larbi Ferhati (Cheria, Argelia francesa, 1891 - Argel, 4 de abril de 1957), fue un revolucionario y reformista argelino, presidente de la Asociación de Ulemas Musulmanes Argelinos. Desapareció en abril de 1957, durante la guerra de Argelia, tras ser detenido en su domicilio de Argel por civiles disfrazados de paracaidistas. 

## Biografía
Pasó sus primeros años de vida en Nefta en Túnez, luego estudió en la universidad de al-Azhar en Egipto y en la Universidad de Ez-Zitouna en Túnez. Posteriormente, participó activamente en la Asociación de Ulemas Musulmanes Argelinos y fue presidente de la Asociación tras su regreso a Argelia.
Larbi Tebessi fue arrestado en 1943 y luego liberado. Volvió a ser encarcelado en 1945, tras la masacre de Sétif y Guelma, del 8 de mayo de 1945. Larbi Tebessi logró crear una escuela y difundió sus ideas anticoloniales.
El jeque Larbi Tebessi representó la corriente principal de la asociación de ulemas que unió los principios del Frente de Liberación Nacional en 1956. Esta iniciativa fue impulsada por Zighoud Youcef, jefe del departamento de Constantina y miembro fundador del FLN, tras la insurgencia del 20 de agosto de 1955.
El jeque Larbi Tebessi fue asesinado en 1957 por un comando del ejército francés. Su cuerpo fue quemado en aceite caliente y sus restos aún no han sido encontrados.

## Legado
La Universidad de Tébessa lleva su nombre y el premio Larbi Tbessi se otorga a los mejores investigadores de Argelia.El Ministerio de Cultura y el Ministerio de Veteranos de Guerra de Argelia organizan seminarios para celebrar la memoria de Larbi Tbessi cada año.